# 锗烯

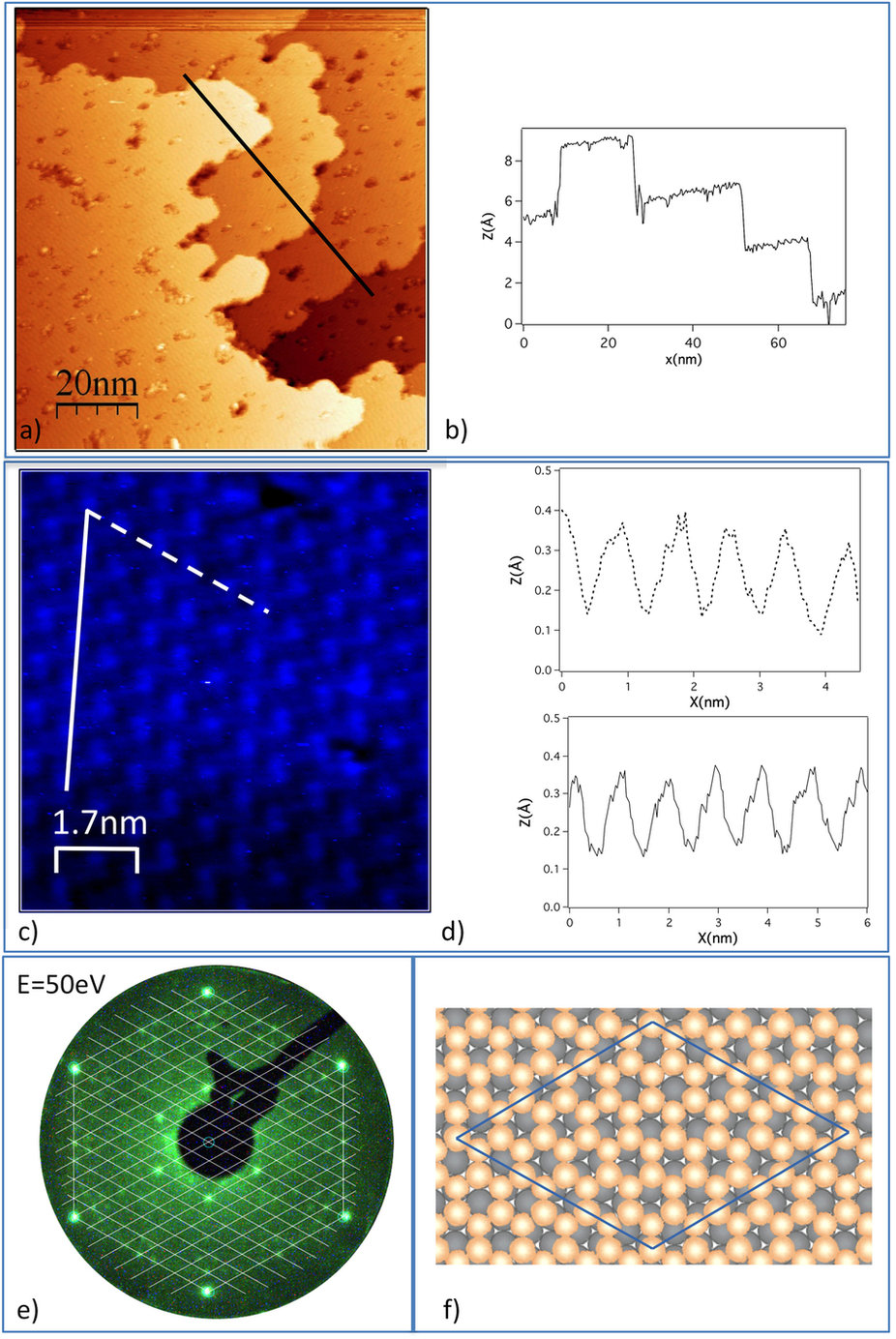
（a）锗烯的STM图像。（b）剖面（（a）中的黑线）显示了〜3.2Å的台阶高度。（c）高分辨率STM图像（因样品漂移而失真）。（d）沿（c）中白色实线和虚线的剖面显示，高度〜0.2Å的凸起之间的间距约为9-10Å。（e）电子衍射图样。（f）金（111）上的锗烯模型。

锗烯是单层锗原子构成的材料。该材料的制造工艺类似于硅烯和石墨烯，即在高真空高温环境中在基板上沉积锗原子层。高质量的锗烯薄膜揭示了具有新颖电子特性的不寻常二维结构，这种结构适用于半导体器件应用和材料科学研究。 

## 制备和结构
2014年9月，G. Le Lay等人报告了在金的米勒指数（111）的晶格上用分子束外延沉积了单原子厚的有序的二维多相膜。扫描隧道显微镜（STM）确认了该结构并揭示了近乎平面的蜂窝状结构。
我们已经为近乎平面的锗烯——大自然中不存在的崭新的人工合成的锗的同素异形体——的诞生提供了确凿的证据。它是石墨烯的新表亲。——艾克斯-马赛大学的Guy Le Lay，新物理学杂志
光谱测量和密度泛函理论计算提供了进一步的证据。高质量和近乎平坦的单原子膜的发展引起人们的猜测，即锗烯不仅可以增加相关的纳米材料的新性质，甚至可以替代石墨烯。
Bampoulis等人报告了在Ge2Pt纳米晶体的最外层上形成了锗烯。Ge2Pt纳米晶体上锗烯的原子分辨率的STM图像显示了弯曲的蜂窝结构。该蜂窝状晶格由两个在垂直方向上相距0.2Å的六边形子晶格组成。最近的邻距离为2.5±0.1Å，与锗烯中的Ge-Ge距离非常吻合。 
基于STM观察和密度泛函理论计算，在铂上形成的显著地更扭曲的锗烯也已经被报道。砷化镓（0001）上锗晶体的外延生长也被实现，计算结果暗示表明最小的相互作用应使锗烯能容易地从该基底上除去。
锗烯的结构被描述为“IV族类石墨烯二维屈曲纳米片”。额外的锗吸附在类石墨烯片材上会导致“哑铃”单元的形成，每个单元都有两个平面外的锗原子，分别在平面的两侧。哑铃之间会互相吸引。哑铃结构的周期性重复排列可能会导致锗烯的其他稳定相形成，从而改变其电磁性质。
2018年10月，Junji Yuhara等人报道说，使用偏析方法可以更容易地进行锗烯的制备，即在锗衬底上使用裸露的银膜并在原位实现其外延生长。类似石墨烯和硅烯一样使用偏析方法的锗烯生长工艺被认为在更简易地合成和转移这种很有前途的二维电子材料上有重要意义。 

## 性质
锗烯的电子和光学性质已用从头计算法确定，其结构和电子性质也已用第一性原理确定。这些特性使得该材料适用于高性能场效应晶体管（FET） 的沟道，并引法了在其他电子设备中使用单原子层元素的讨论。锗烯的电子性质是不同寻常的，并能让人们难得地测试狄拉克费米子的性质。锗烯没有能隙，但是在每个锗原子上都连接一个氢原子会带来能隙。这些不寻常的性能在石墨烯， 硅烯，锗烯，锡烯，铅烯等材料中比较常见。